# 新しい朝
「新しい朝」（あたらしいあした）は、早見沙織の5枚目のシングル。2018年9月19日に、ワーナー・ブラザース・ホームエンターテイメントより発売された。
表題曲の作詞・作曲は竹内まりやが担当し、『劇場版 はいからさんが通る 後編 〜花の東京大ロマン〜』の主題歌として使われた。前編の主題歌である3枚目シングル収録曲「夢の果てまで」と同じく『劇場版 はいからさんが通る』の主題歌となっている。
販売形態は通常盤（1000724904）・アーティスト盤（1000724903）の2種。アーティスト盤には表題曲のMVを収録したDVDが同梱されている。

## シングル収録内容
| #         | タイトル                             | 作詞・作曲 | 編曲      | 時間  |
| --------- | ------------------------------------ | ---------- | --------- | ----- |
| 1.        | 「新しい朝」                         | 竹内まりや | 前口渉    | 5:39  |
| 2.        | 「メトロナイト」                     | 早見沙織   | 倉内達矢  | 4:13  |
| 3.        | 「SUNNY SIDE TERRACE」               | 早見沙織   | 大久保薫  | 3:56  |
| 4.        | 「新しい朝」(Instrumental)           |            |           | 5:39  |
| 5.        | 「メトロナイト」(Instrumental)       |            |           | 4:13  |
| 6.        | 「SUNNY SIDE TERRACE」(Instrumental) |            |           | 3:52  |
| 合計時間: | 合計時間:                            | 合計時間:  | 合計時間: | 27:32 |

| #  | タイトル                  | 作詞 | 作曲・編曲 |
| -- | ------------------------- | ---- | ---------- |
| 1. | 「新しい朝」(Music Video) |      |            |